# Arlene Boxhall
Arlene Nadine Boxhall, née le 9 octobre 1961 à Mufulira, est une joueuse zimbabwéenne de hockey sur gazon.

## Biographie
Arlene Nadine Boxhall fait partie de l'équipe du Zimbabwe de hockey sur gazon féminin sacrée championne olympique en 1980 à Moscou.